# Al Haouz
Al Haouz is een provincie in de Marokkaanse regio Marrakech-Tensift-Al Haouz.
Al Haouz telt 484.312 inwoners op een oppervlakte van 6212 km².

## Grootste plaatsen
| Plaats              | Inwoners | Inwoners |
| Plaats              | 1994     | 2004     |
| ------------------- | -------- | -------- |
| Tahannaout          | 25.562   | 29.562   |
| Tidili Mesfioua     | 22.049   | 21.106   |
| Ourika              | 21.973   | 26.990   |
| Tighedouine         | 20.924   | 22.353   |
| Setti Fatma         | 20.543   | 22.283   |
| Ghamate             | 20.457   | 22.805   |
| Zerkten             | 18.238   | 19.154   |
| Aït Sidi Daoud      | 17.306   | 19.286   |
| Tamesloht           | 17.133   | 21.408   |
| Sidi Abdallah Ghiat | 16.298   | 20.649   |
| Asni                | 16.252   | 18.674   |
| Aït Faska           | 16.200   | 19.239   |

Ben Slimane · Khouribga · Settat · El Jadida · Safi · Boulmane · Fez · Moulay Yacoub · Sefrou · Kénitra · Sidi Kacem · Casablanca · Médiouna · Mohammedia · Nouaceur · Assa-Zag · Guelmim · Tan-Tan · Tata · Boujdour · Es-Semara · Lâayoune · Al Haouz · Chichaoua · Essaouira · Kelâat Es-Sraghna · Marrakech · Al Ismaïlia · El Hajeb · Errachidia · Ifrane · Khénifra · Meknès · Berkane · Figuig · Jerada · Driouch · Nador · Oujda-Angad · Taourirt · Aousserd · Oued ed Dahab · Khémisset · Rabat · Salé · Skhirat-Témara · Agadir-Ida-Ou-Tanane · Inezgane-Aït Melloul · Chtouka-Aït Baha · Ouarzazate · Taroudant · Tiznit · Zagora · Azilal · Béni-Mellal · Chefchaouen · Fahs-Bni Mkada · Larache · Tanger-Asilah · Tétouan · Al Hoceima · Taounate · Taza